# Echinococcus ortleppi
Echinococcus ortleppi ist ein parasitischer Bandwurm aus der Gattung Echinococcus. Er wurde früher als Genotyp (G5) von Echinococcus granulosus beschrieben. Er befällt vor allem Rinder, diese (Unter)familie stellt für andere Echinococcus-Arten jedoch einen ungünstigen Wirt dar. 
Es ist bisher nur ein Fall von Echinococcus ortleppi beim Menschen beschrieben, er wird daher als nicht oder nur gering humanpathogen angesehen.
Seine Verbreitung erstreckt sich über Teile Afrikas, Asiens und Europas bis nach Südamerika. In Nordamerika sind nur Einzelfälle von Echinococcus nachgewiesen worden.